# Laßnitz bei Murau
Laßnitz bei Murau là một đô thị thuộc huyện Murau thuộc bang Steiermark, nước Áo. Đô thị Laßnitz bei Murau có diện tích 45,55 km², dân số thời điểm cuối năm 2005 là 1079 người.